# フルフェナジン
フルフェナジン（英:Fluphenazine）は定型抗精神病薬の一つであり、統合失調症等の慢性精神病の治療に用いられる。フェノチアジン骨格を持ち、側鎖にはピペラジン骨格を有する。脳内のドーパミンD2受容体を阻害する。運動障害（パーキンソン症候群やアカシジア等）やプロラクチン増加等の副作用も持つ。錠剤、散剤があるほか、デカン酸エステルは筋注デポ剤（海外では皮下注射の場合もある）として使用される。デポ剤のみが入手可能な国もある。他の抗精神病薬と比べて、鎮静、低血圧、抗コリン作用は少ないが、運動障害の頻度は高い。日本では商品名フルメジンあるいは持効性注射剤フルデカシンで販売される。
WHO必須医薬品モデル・リストに収載されている。

## 効能・効果
- 統合失調症[5][6]）[7]

効力の強さは低力価の抗精神病薬に相当すると思われる。

## 禁忌
経口剤と注射剤で禁忌となる患者が異なる。
- （経口）昏睡状態、循環虚脱状態の患者 ／ （注射）昏睡状態の患者
- （経口）（注射）バルビツール酸誘導体・麻酔剤等の中枢神経抑制剤の強い影響下にある患者
- （経口）（注射）フェノチアジン系化合物およびその類似化合物に対し過敏症の既往歴のある患者
- （経口）（注射）アドレナリンを投与中の患者
- （注射）重症の心不全患者
- （注射）パーキンソン病の患者
- （注射）妊婦または妊娠している可能性のある婦人
- （注射）クロザピンを投与中、あるいは投与を検討されている患者

### 原則禁忌
皮質下部の脳障害（脳炎、脳腫瘍、頭部外傷後遺症等）の疑いがある患者では高熱反応が現れる危険があるので、特に必要とする場合にのみ慎重に使用するよう定められている。

## 副作用
フルフェナジンの重大な副作用は、悪性症候群（o:頻度不明、i:0.1%未満）、無顆粒球症（o,i:頻度不明）、白血球減少（o,i:頻度不明）、麻痺性イレウス（o,i:0.1%未満）、抗利尿ホルモン不適合分泌症候群（SIADH）（o:0.1%未満、i:頻度不明）、遅発性ジスキネジア（o:0.1〜5%未満、i:頻度不明）、眼障害（角膜・水晶体の混濁、角膜の色素沈着）（o:頻度不明、i:記載無し）、肺塞栓症（o,i:頻度不明）、深部静脈血栓症（o,i:頻度不明）がある。（o：経口、i：注射）
そのほか、経口剤または注射剤で5%以上（または頻度不明）に現れる副作用は、
- 血圧降下、頻脈、心疾患悪化、
- 白血球減少症、顆粒球減少症、リンパ球減少、単球減少、血小板減少性紫斑病、
- ビリルビン上昇、アルブミン減少、
- 食欲不振、悪心・嘔吐、便秘、
- パーキンソン症候群（手指振戦，筋強剛，流涎等）、ジスキネジア（口周部，四肢等の不随意運動等）、ジストニア（眼球上転，眼瞼痙攣，舌突出，痙性斜頸，頸後屈，体幹側屈，後弓反張等）、アカシジア（静坐不能）、視覚障害、
- 不眠、眩暈、頭痛、不安、興奮、易刺激、過敏症状、光線過敏症、口渇、鼻閉、けん怠感、浮腫

である。その他豪州、米国、英国の添付文書にも副作用が記載されている。

## 発売年
フルフェナジンは1961年に経口剤がドイツで発売された。1968年にはデポ剤が発売された。米国では1967年に発売された。
日本では経口剤が1960年10月に、注射剤が1993年6月に発売された。